# 徳島県道155号鴨島停車場線
徳島県道155号鴨島停車場線（とくしまけんどう155ごう かもじまていしゃじょうせん）は、徳島県吉野川市を通る一般県道である。

## 概要

### 路線データ
- 起点：徳島県吉野川市鴨島町鴨島（JR四国徳島線 鴨島駅前）
- 終点：徳島県吉野川市鴨島町上下島（国道192号交点）
- 距離：0.55 km[1]

## 歴史
- 1920年（大正9年）4月16日 - 徳島県道鴨島停車場線として初認定。
- 1959年（昭和34年）1月31日 - 徳島県道34号鴨島停車場線として認定。
- 1972年（昭和47年）3月10日 - 徳島県道155号鴨島停車場線として認定。

## 地理

### 通過する自治体
- 徳島県
  - 吉野川市

### 交差する道路
| 交差する道路              | 交差する場所 | 交差する場所 |
| ------------------------- | ------------ | ------------ |
| 徳島県道239号牛島上下島線 | 鴨島町鴨島   |              |
| 国道192号 国道318号 重複  | 鴨島町上下島 | 終点         |

### 沿線
- JR四国徳島線 鴨島駅